# Тюльпан Кауфмана
Тюльпан Кауфмана (лат. Tulipa kaufmanniana) — вид однодольных растений рода Тюльпан (Tulipa) семейства Лилейные (Liliaceae).
Впервые описан российским ботаником Эдуардом Людвиговичем Регелем в 1877 году по образцам, собранным у бассейна реки Чирчик (Узбекистан). Назван в честь Константина фон Кауфмана — генерал-губернатора Туркестанского края, который в конце 1860-х годов пригласил учёных Российского общества любителей естествознания участвовать в изучении природы этого края.

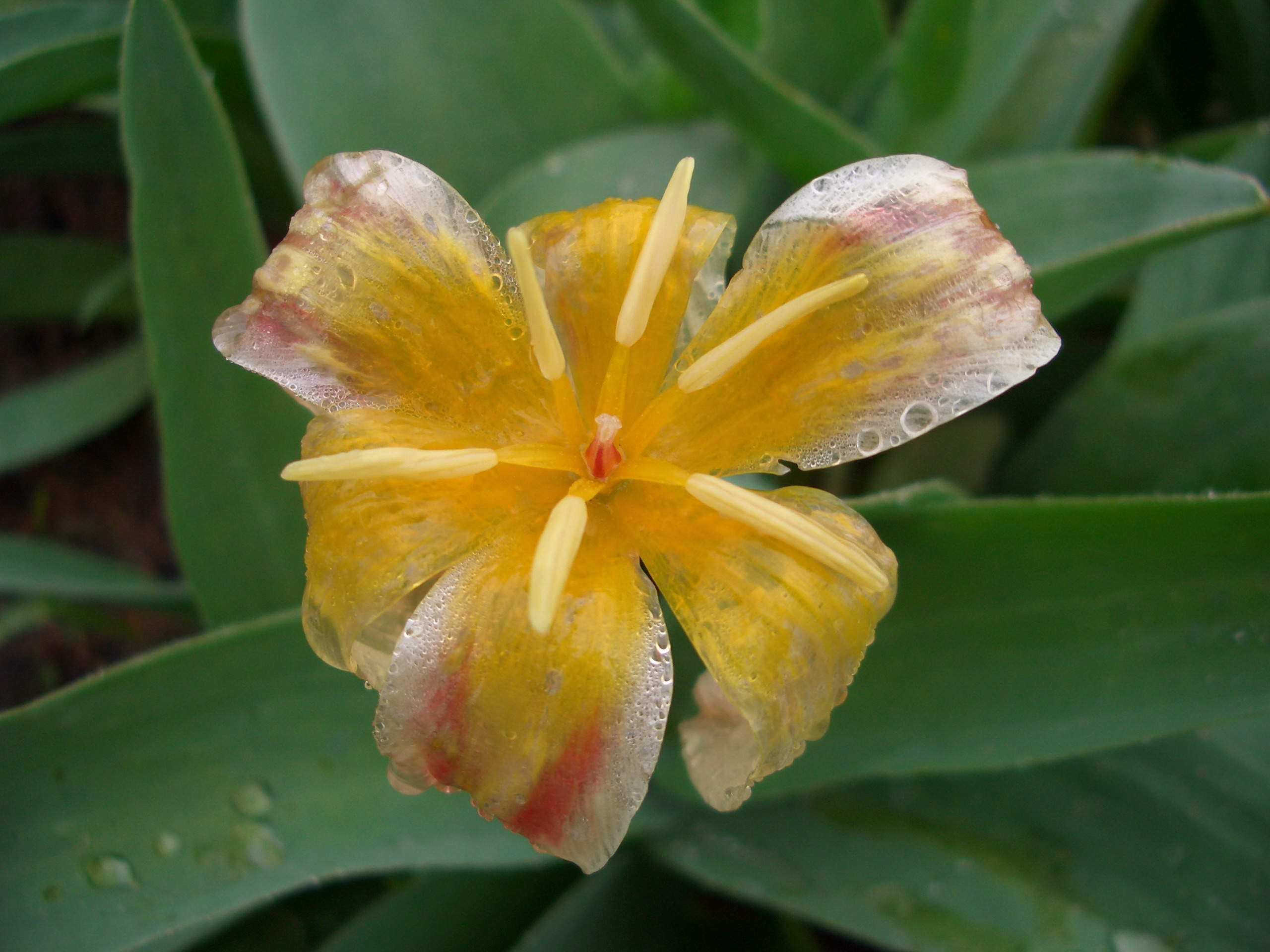
Цветок тюльпана Кауфмана

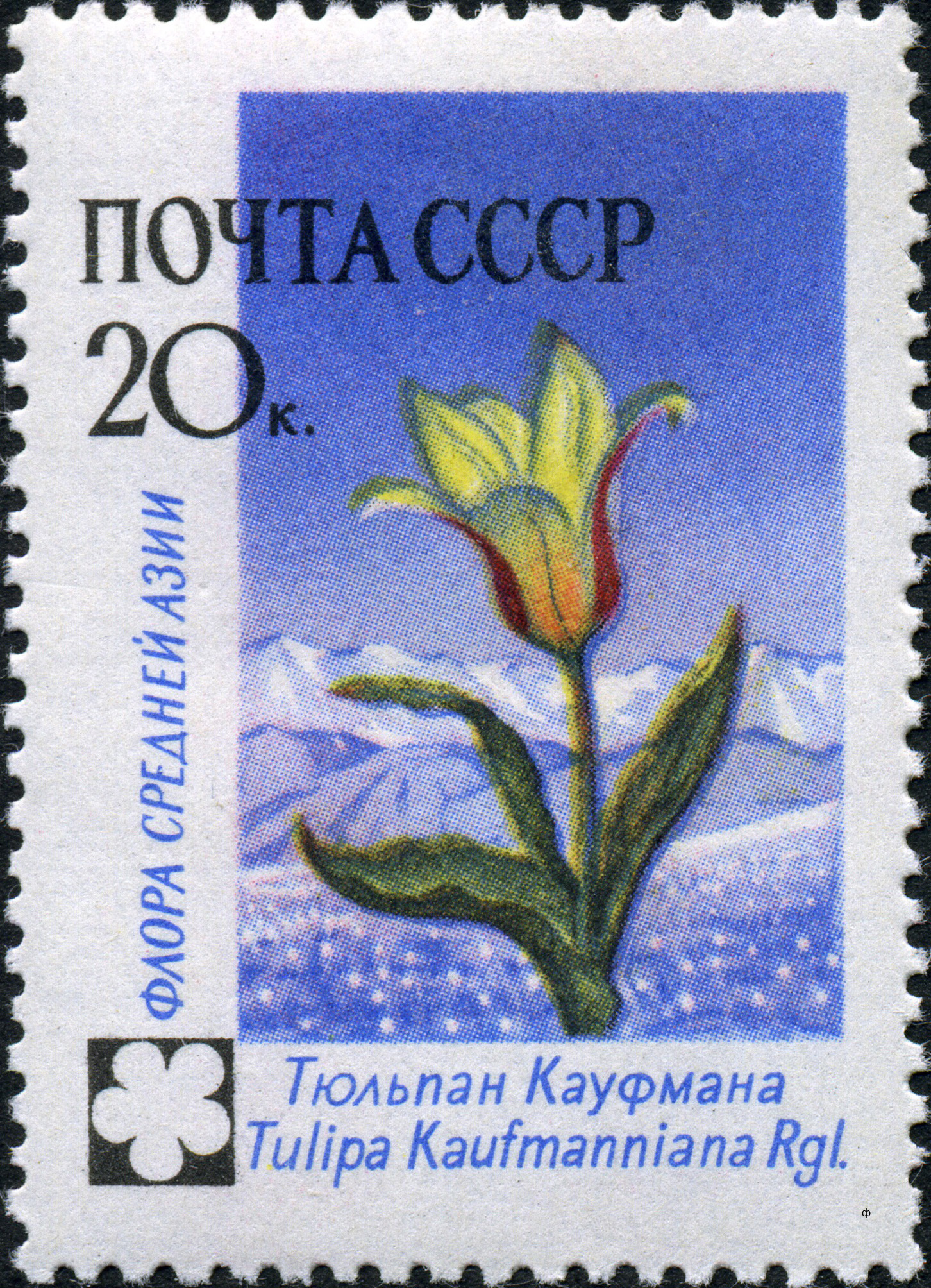
Тюльпан Кауфмана на почтовой марке СССР 1960

## Описание
Луковица до 4 см толщиной, с коричневыми кожистыми чешуйками. Корни однолетнее. Стебель от 10 до 50 см высотой, часто окрашенные антоцианом. Листья — от 2 до 4, сизые, широкие, ланцетовидные, отклонённые или чуть отогнутые. Цветок одиночный, около 8 сантиметров в диаметре и 10 сантиметров высотой — от чашевидные к звёздчатой формы, с заострёнными или притуплёнными верхушками листочков околоцветника. Окраска цветка — белый, кремовый, золотистый, ярко-жёлтый, оранжевый, светло-красный, почти бордовый. Характерной особенностью этого вида для всех сортов является контрастные полосы на внешней стороне лепестков околоцветника.
Очень редкие желтоватые особи с небольшими красными пятнами на внутренней стороне всех листочков околоцветника. Такие формы, возможно гибридные или переходные к тюльпана чимганского (Tulipa × tschimganica), встречающихся на Угамском хребте.
В середине соцветия пучком располагаются нитевидные желтоватые, линейные пыльники и тычинки коричневого или фиолетового цвета. Тычиночные нити голые, жёлтые. Пыльники в 3 — 4 раза длиннее нити, скручивающиеся. Завязь немного короче тычинок, с почти сидячим рыльцем. Плод — коробочка, до 7 см длиной и 2 см шириной, число семян — до 270. Размножение семенное и вегетативное.

## Экология

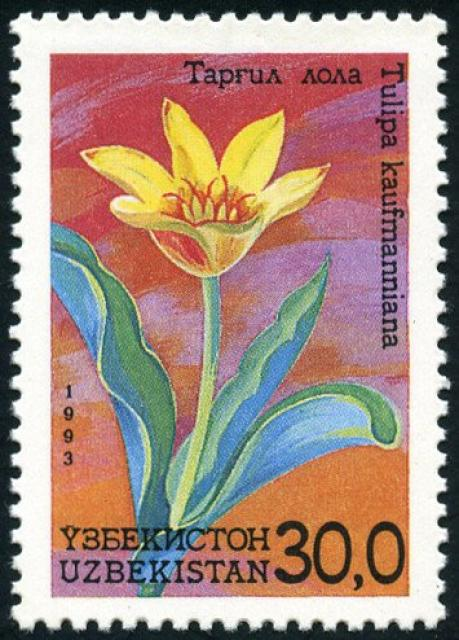
Почтовая марка Узбекистана 1993 года.

Предпочитает затенённые склоны, кустарниковые заросли, реже каменистые склоны от нижнего до верхнего пояса гор.
В природе часто встречаются гибриды с тюльпаном Грейга (Tulipa greigii), реже — с тюльпаном сомнительным (Tulipa dubia).

## Распространение
Тюльпан Кауфмана — эндемичное растение Средней Азии. В диком виде растёт только в Казахстане (юго-восточная часть хребта Каратау и Западный Тянь-Шань — Жамбыльская и Южно-Казахстанская), Узбекистане, Кыргызстане и частично в Таджикистане, вдоль горной системы Тянь-Шань.

## Охранные мероприятия
Вид находился в Красной книге СССР. Сейчас занесён в Красные книги Казахстана, Кыргызстана, Таджикистана и Узбекистана.

## Культивирование

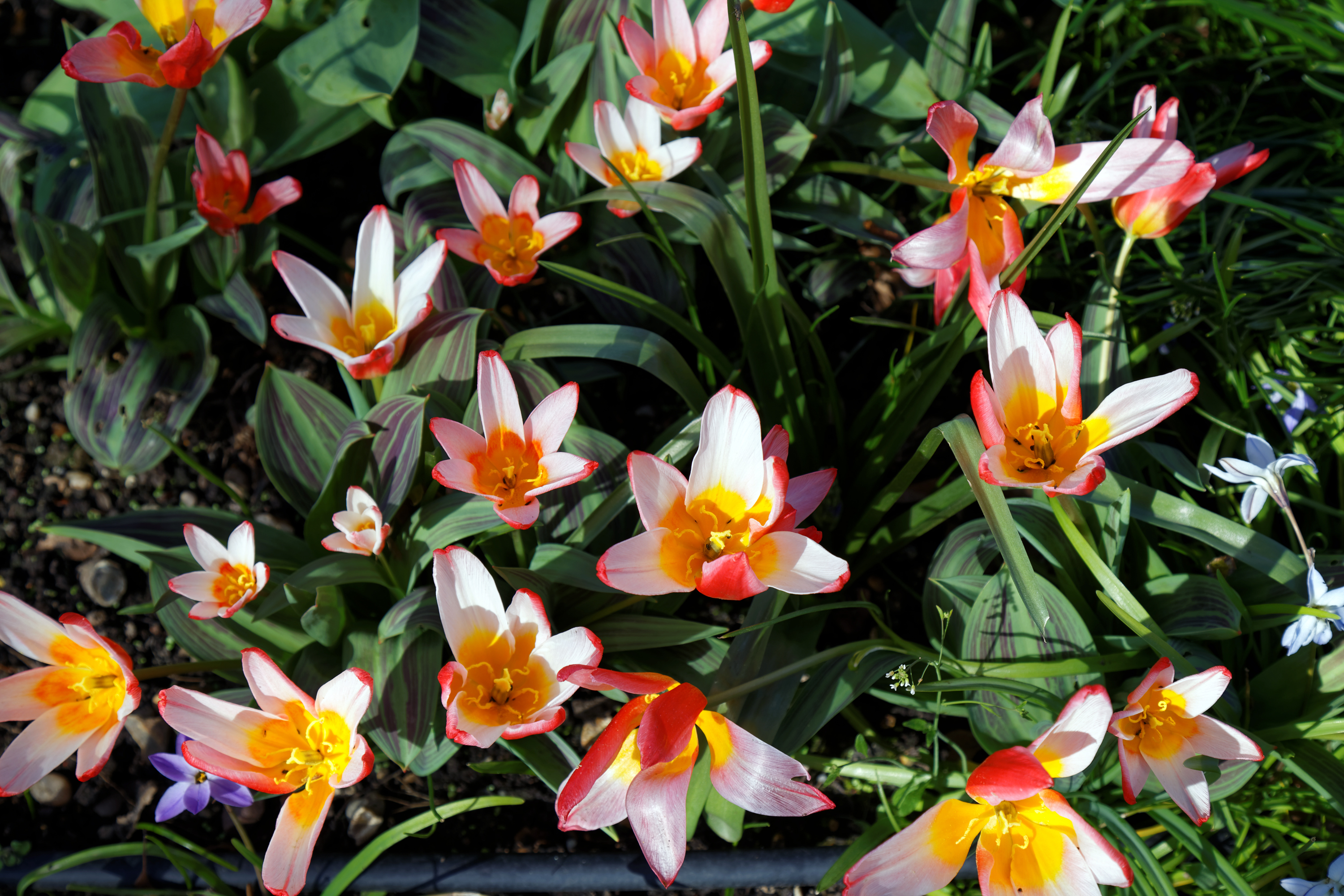
Тюльпан Кауфмана 'Hearts Delight' в лондонском саду

Впервые введён в культуру в Санкт-Петербурге Э. Регелем в 1877 году. В 1905 году были созданы первые сорта, а к концу 1960-х годов их было более 200. Самые популярные из них — «Беллини», «Корона», «Стреза» (Голландия). В Ташкенте в 1948—1952 гг. апробированы сорта З. П. Бочанцевой — «Аист», «Аэлита», «Бахор», «Восьмое марта», «Нимфа», «Профессор И. А. Райкова» и другие.
Выращивается в ботанических садах России, Украины, Прибалтики и Беларуссии. Детально изучены в Ташкенте, затем — в Бишкеке и Алма-Ате. Выращенные из семян особи полностью воспроизводят габитус и окраски цветков родительских растений. Сеянцы впервые зацветают на 5-м году жизни.

## Использование
Широко используется в селекции из-за раннего цветения и высокого коэффициента вегетативного размножения.
В 1960 году разновидности и гибриды, в которых преобладают характерные особенности тюльпана Кауфмана были выделены в отдельный класс «Тюльпаны Кауфмана».
Отличительной чертой этих тюльпанов является их низкорослость: растения не превышают в высоту 40-45 см, а обычно бывают 15-25 см.
По срокам цветения эти тюльпаны, являются самыми ранними, они расцветают сразу после таяния снега. Хотя в период цветения тюльпанов Кауфмана иногда бывают сильные обратные заморозки до −5 ° — −10 °C °, им они не страшны. Их цветки всегда закрываются на ночь.
Преимуществом тюльпанов Кауфмана является их устойчивость кряду вирусов.